# Silly Love
Silly Love is de zesde single van 10cc. Het is afkomstig van hun tweede album Sheet Music. Het was hun laatste plaatje voor UK Records. Het lied is commentaar op de vele liefdesliedjes, waarbij de schrijvers maar alles aangrepen om hun liefde te verklaren; Eric Stewart en Lol Creme vonden dat maar Silly. Opvallend aan het nummer is het stotterende en slissende SSSSSSSSilly van Creme. Het antwoord op deze single kwam twee jaar later: Silly Love Songs van Paul McCartney.
B-kant was The Sacro-Iliac, eveneens afkomstig van Sheet Music. In thuisland het Verenigd Koninkrijk bereikte de plaat slechts de 24e positie in de UK Singles Chart.

## Hitnoteringen

### Nederlandse Top 40
| "Silly Love" in de Nederlandse Top 40 binnen: week 44/1974 | "Silly Love" in de Nederlandse Top 40 binnen: week 44/1974 | "Silly Love" in de Nederlandse Top 40 binnen: week 44/1974 | "Silly Love" in de Nederlandse Top 40 binnen: week 44/1974 | "Silly Love" in de Nederlandse Top 40 binnen: week 44/1974 | "Silly Love" in de Nederlandse Top 40 binnen: week 44/1974 | "Silly Love" in de Nederlandse Top 40 binnen: week 44/1974 | "Silly Love" in de Nederlandse Top 40 binnen: week 44/1974 | "Silly Love" in de Nederlandse Top 40 binnen: week 44/1974 | "Silly Love" in de Nederlandse Top 40 binnen: week 44/1974 | "Silly Love" in de Nederlandse Top 40 binnen: week 44/1974 |
| Week                                                       | 1                                                          | 2                                                          | 3                                                          | 4                                                          | 5                                                          | 6                                                          | 7                                                          | 8                                                          | 9                                                          |                                                            |
| ---------------------------------------------------------- | ---------------------------------------------------------- | ---------------------------------------------------------- | ---------------------------------------------------------- | ---------------------------------------------------------- | ---------------------------------------------------------- | ---------------------------------------------------------- | ---------------------------------------------------------- | ---------------------------------------------------------- | ---------------------------------------------------------- | ---------------------------------------------------------- |
| Nummer                                                     | 29                                                         | 19                                                         | 15                                                         | 11                                                         | 10                                                         | 14                                                         | 17                                                         | 23                                                         | 37                                                         | uit                                                        |

### Nationale Hitparade
| "Silly Love" in de Nationale Hitparade binnen: 02-11-1974 | "Silly Love" in de Nationale Hitparade binnen: 02-11-1974 | "Silly Love" in de Nationale Hitparade binnen: 02-11-1974 | "Silly Love" in de Nationale Hitparade binnen: 02-11-1974 | "Silly Love" in de Nationale Hitparade binnen: 02-11-1974 | "Silly Love" in de Nationale Hitparade binnen: 02-11-1974 | "Silly Love" in de Nationale Hitparade binnen: 02-11-1974 | "Silly Love" in de Nationale Hitparade binnen: 02-11-1974 | "Silly Love" in de Nationale Hitparade binnen: 02-11-1974 |
| Week                                                      | 1                                                         | 2                                                         | 3                                                         | 4                                                         | 5                                                         | 6                                                         | 7                                                         |                                                           |
| --------------------------------------------------------- | --------------------------------------------------------- | --------------------------------------------------------- | --------------------------------------------------------- | --------------------------------------------------------- | --------------------------------------------------------- | --------------------------------------------------------- | --------------------------------------------------------- | --------------------------------------------------------- |
| Nummer                                                    | 25                                                        | 14                                                        | 12                                                        | 7                                                         | 11                                                        | 17                                                        | 22                                                        | uit                                                       |

### Vlaamse Radio 2 Top 30
| Hitnotering: 30-11-1974 t/m 27-12-1974 | Hitnotering: 30-11-1974 t/m 27-12-1974 | Hitnotering: 30-11-1974 t/m 27-12-1974 | Hitnotering: 30-11-1974 t/m 27-12-1974 | Hitnotering: 30-11-1974 t/m 27-12-1974 | Hitnotering: 30-11-1974 t/m 27-12-1974 |
| Week:                                  | 1                                      | 2                                      | 3                                      | 4                                      |                                        |
| -------------------------------------- | -------------------------------------- | -------------------------------------- | -------------------------------------- | -------------------------------------- | -------------------------------------- |
| Positie:                               | 22                                     | 17                                     | 17                                     | 17                                     | uit                                    |

### NPO Radio 2 Top 2000
Silly Love stond alleen in 2007 in de NPO Radio 2 Top 2000, op plek 1939.
Graham Gouldman · Eric Stewart · Kevin Godley · Lol Creme

Paul Burgess · Rick Fenn · Stuart Tosh · Duncan Mackay · Tony O'Malley